# Luc e la Primalba
Luc-la Primalba (en francès Luc-la-Primaube) és un municipi francès situat al departament de l'Avairon i a la regió d'Occitània. Limita al nord-oest amb Figeac i Druelle, al nord amb Ònes, Rodés i Olemps, al nord-est amb Sainte-Radegonde i Le Monastère, a l'oest amb Baraqueville i Vilafranca de Roergue, a l'est amb Flavin i Pont-de-Salars, al sud-oest amb Albi i Tolosa de Llenguadoc, al sud amb Calmont i Réquista i al sud-est amb Salles-Curan i Millau.

## Demografia
| Evolució de la població Insee i EHESS |      |      |      |       |       |       |       |       |
| 1793                                  | 1800 | 1806 | 1821 | 1831  | 1836  | 1841  | 1846  | 1851  |
| 611                                   | 631  | -    | -    | 1 023 | 1 025 | 1 056 | 1 093 | 1 114 |

| 1856  | 1861  | 1866  | 1872  | 1876  | 1881  | 1886  | 1891  | 1896  |
| ----- | ----- | ----- | ----- | ----- | ----- | ----- | ----- | ----- |
| 1 160 | 1 176 | 1 171 | 1 154 | 1 170 | 1 166 | 1 241 | 1 294 | 1 315 |

| 1901  | 1906  | 1911  | 1921  | 1926  | 1931  | 1936  | 1946  | 1954  |
| ----- | ----- | ----- | ----- | ----- | ----- | ----- | ----- | ----- |
| 1 369 | 1 398 | 1 399 | 1 319 | 1 305 | 1 330 | 1 410 | 1 241 | 1 238 |

| 1962  | 1968  | 1975  | 1982  | 1990  | 1999  | 2006 | 2011 | 2016 |
| ----- | ----- | ----- | ----- | ----- | ----- | ---- | ---- | ---- |
| 1 428 | 1 864 | 2 613 | 3 674 | 4 036 | 4 719 | -    | -    | -    |

| 2019 | - | - | - | - | - | - | - | - |
| ---- | - | - | - | - | - | - | - | - |
| -    | - | - | - | - | - | - | - | - |

## Administració
| Període   | Identitat            | Partit |
| --------- | -------------------- | ------ |
| 1944-1971 | Joseph Cabrolier     |        |
| 1971-1989 | André Laur           |        |
| 1989-2008 | Jean-Paul Espinasse  | MoDem  |
| 2008-     | Jean-Philippe Sadoul |        |